# الساندرو زارلی
الساندرو زارلی (انگلیسی: Alessandro Zarrelli; ۵ سپتامبر ۱۹۸۴ – ۲۱ نوامبر ۲۰۱۸) بازیکن فوتبال اهل ایتالیا بود.
از باشگاه‌هایی که در آن بازی کرده‌است می‌توان به باشگاه فوتبال هاکنال تاون، باشگاه فوتبال دیس تاون، باشگاه فوتبال کویینز پارک، باشگاه فوتبال داونهام تاون، باشگاه فوتبال ای‌اف‌سی ویمبلدون، باشگاه فوتبال لانگ ملفورد، باشگاه فوتبال بوستون تاون، باشگاه فوتبال ایست‌بورن تاون، باشگاه فوتبال اریث و بلودر، و باشگاه فوتبال نورتویچ ویکتوریا اشاره کرد.